# Muravjov
Muravjov (ryska: Муравьёв) är en rysk adelsätt, ursprungligen en bojarfamilj med besittningar i storfurstendömet Moskva och från 1488 i Novgorodområdet.

## Bemärkta medlemmar av ätten
- Michail Nikititj Muravjov (1757–1807)
- Nikolaj Muravjov (1768–1840)
- Aleksandr Muravjov (1792–1863)
- Nikolaj Muravjov-Karsskij (1794–1866)
- Michail Muravjov-Vilenskij (1796–1866)
- Sergej Muravjov-Apostol (1796–1826)
- Andrej Muravjov (1806–1874)
- Nikolaj Muravjov-Amurskij (1809–1881)
- Michail Nikolajevitj Muravjov (1845–1900)
- Nikolaj Muravjov (1850–1908)